# چراغ‌چین
چراغ‌چین نام روستایی از توابع بخش شهرآباد شهرستان بردسکن در استان خراسان رضوی است. این روستا در دهستان جلگه قرار دارد و براساس سرشماری سال ۱۳۸۵ جمعیت آن ۳۸ نفر (۸ خانوار) بوده است.